# Merremia longipedunculata
Merremia longipedunculata är en vindeväxtart som först beskrevs av Cheng Yih Wu, och fick sitt nu gällande namn av Rhui Cheng Fang. Merremia longipedunculata ingår i släktet Merremia och familjen vindeväxter. Inga underarter finns listade i Catalogue of Life.